# Village-Neuf
Village-Neuf är en kommun i departementet Haut-Rhin i regionen Grand Est (tidigare regionen Alsace) i nordöstra Frankrike. Kommunen ligger i kantonen Huningue som tillhör arrondissementet Mulhouse. År 2022 hade Village-Neuf 4 617 invånare.

## Befolkningsutveckling
Antalet invånare i kommunen Village-Neuf
| Referens: INSEE |